# Camellia euphlebia
Camellia euphlebia är en tvåhjärtbladig växtart som beskrevs av Elmer Drew Merrill och Joseph Robert Sealy. Camellia euphlebia ingår i släktet Camellia och familjen Theaceae. Inga underarter finns listade i Catalogue of Life.